# Coto minero Laízquez
El coto minero Laízquez (Existen variantes del nombre, tales como Laíquez y Laísquez, con y sin la i acentuada.) es un complejo minero localizado en el municipio de Níjar, en la española provincia de Almería, cerca de la pedanía de Huebro.

## Historia
La primera documentación disponible sobre este lugar se encuentra en el Archivo Histórico Provincial de Almería, correspondiente a la antigua Jefatura de Minas, en la que se denomina "Laízquez". Estos documentos están fechados en 1884, fecha en la que se otorgó el código de concesión 4424, a partir de un conjunto de concesiones anteriores.
La explotación en el recinto terminó hacia el año 1969.

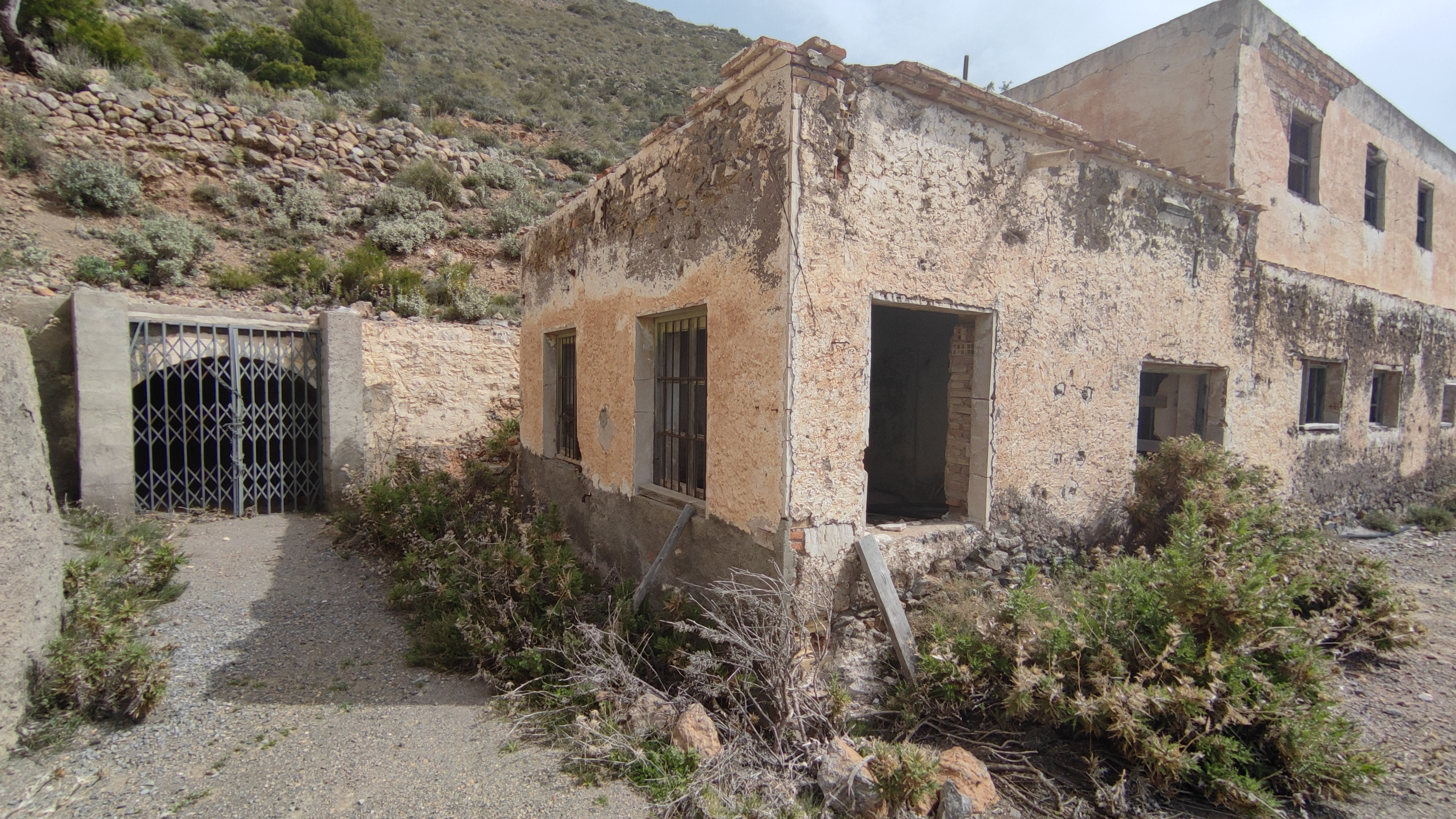
Bocamina e instalaciones en la mina Láizquez

## Minerales beneficiados
Los principales minerales extraídos de las galerías fueron:
| - Asbolana - Azurita - Barita - Calcita - Calcopirita - Cerusita - Conicalcita | - Coronadita - Covelita - Crisocola - Cuarzo - Dolomita - Duftita - Fluorita | - Galena - Hemimorfita - Malaquita - Mimetita - Pirita - Piromorfita - Wulfenita |

Estos minerales eran posteriormente procesados para conseguir, principalmente, plomo, plata, zinc y cobre.